# Георгиос Поливиу Георгиу
Гео̀ргос Поливѝу Георгѝу (на гръцки Γιώργος Πολυβίου Γεωργίου) е кипърски художник и писател.

## Биография
Георгиос Георгиу е роден през септември 1901 година в град Фамагуста. Син е на Поливиу и Мариолица Георгиу. Има две сестри – Еленго и Катина. След смъртта на баща му, когато е на 18 години, е изпратен да учи право в Лондон, за да поеме семейния бизнес. Там той проявява силен интерес към живописта, запознава се с художници от Лондон и Париж от 20-те и 30-те години на миналия век. Прекарва дълги периоди от време в чужбина и често посещава музеи, художествени галерии и изложби. През 1933, след като завършва право, се завръща окончателно в Кипър и започва работа в кантората на баща си.

## Творчество
Европейските колеги и приятели на Георгиу нямат представа от кипърската култура и той започва да рисува с идеята да ги запознае с нея чрез езика на западното изкуство. Приятелят му Джон Пайпър, с когото заедно са следвали право, му изпраща голям пакет с акварелни бои и хартия, като му пише, че е време да започне да рисува. Първите творби на художника са създадени именно с тези бои.
През Втората световна война единствено на него е разрешено да рисува от удобни позиции защитните Венециански стени на Фамагуста и да отразява всички военноморски маневри на кипърските кораби и войски в пристанището на града.
За израстването му като художник много му помагат семействата на проф. Джон Бизли и на Уили Пеплоу. Бизли е преподавател по старогръцка история в Оксфорд и когато Георгиос представя творбите си пред Британския съвет в Никозия, той го подкрепя и урежда те да бъдат изложени и в оксфордската галерия „Блекхол“. Уил и Клотилд Пеплоу са собственици на лондонската галерия „Le Fevre“ и през 1951 година организират първата му изложба в Лондон, съвместна с художника Джон Уинтър. Изложбата има голям успех и много от картините са продадени.
Изкуството на Георгиу е лесно разпознаваемо и се характеризира с истинско вдъхновение и много личен изказ. Художникът е повлиян от модернистичните движения в живописта, както и от работите на по-възрастните творци като Ел Греко, Йеронимус Бош и Питер Брьогел Стария. Успява да съчетае склонността си към модернизма с художествените традиции на собствената си страна – антична скулптура, византийско изкуство, готика и характерното за Кипър народно изкуство. Част от рисунките му са изработени с маслени бои върху дърво и този маниер свързва художника едновременно с древните кипърско и византийско изкуства.
Въпреки че Георгиу е самоук художник, той успява да създаде свой личен стил, смесица от влиянието на модернистични движения и местната художествена традиция. Обикновено рисува традиционно изглеждащи кипърски селяни, тъй като приема, че те са автентичното население на острова. Една от най-известните му картини е „Портрет на селския свещеник“. С него той набляга на важността на религията в живота на кипърските гърци и отговаря на религиозния плам на кипърския народ.
Една от любимите теми на художника е портрет на кипърската селянка. В картината си „Жената на свещеника“ той използва елементи както от византийската иконопис, така и от някои модернистични течения. В нея обръща особено внимание на ръцете, като ги прави несъразмерно големи по отношение на останалата част от тялото. Идеята му е по този начин да символизира създаването на нов живот, съзиданието. Позата на съпругата разкрива дълбоко вкоренени ценности в съзнанието на жените от традиционното кипърско общество – постоянство, смирение, благочестие и скромност.
Около 1944 година създава картината „Деветте светци“, която се намира в президентството на Кипър. Дотогава художникът е рисувал църквата на Перистерона, но я изоставя, за да се посвети изцяло на „Деветте светци“. Създава още много картини с църкви, което вероятно се дължи на факта, че е роден и живял във Фамагуста, градът с 365 църкви, и това определя интереса му към тях. Рисува и много пейзажи, в част от които също са включени църкви.
Интересен е диптихът, съставен от картините „Гръцка кипърска двойка“ и „Турска кипърска двойка“, създаден скоро след основаването на Република Кипър. Той илюстрира единството на гръцката и турската общности на острова след обявяването на независимостта. Художникът се старае да предаде представителните културни елементи в нагласите и жестовете на своите гръцки и турски герои.
През 1958 година художникът създава емблематичната си картина „Арестувани гробове“. В едър план, зад решетки са изобразени символично 10 гроба на кипърци, загинали в борбата за независимостта на страната и погребани от британците в централния затвор на Никозия. Убитите са Михаил Куцофтас, Стельос Мавроматис, Андреас Панагидис, Евагорас Паликаридис, Яковос Патацос, Андреас Закос, Харилаос Михаил, Михалис Караолис, Андреас Димитриу и Григорис Авксентиу и всяко от тези имена присъства на един от надгробните камъни в картината. В информационна бележка за това платно, публикувана във вестник „Таймс“, художникът обяснява: „Овъглените останки на Авксентиу са погребани на 7 март 1957 година зад железните решетки на централния затвор. Разказват, че 40 дни след смъртта му, по време на панихида за упокой на душата му, един бял гълъб е долетял и кацнал на покрива на църквата.“ Това дава повод на Георгиу да изобрази в долната част на картината три майки, а над тях – гълъб, кацнал на църква.

## Последни години
Георгиу продължава да излага произведенията си в различни градове на Европа и Америка. Последната му изложба е през 1963 година в Никозия. След това художникът се разболява и спира да рисува. Последните му години преминават в жилището на сестра му във Фамагуста, където умира на 2 август 1972 година. Негови работи са изложени в различни музеи или се намират в частни колекции по целия свят.

## Памет
За живота на Георгиос Георгиу е създаден филм, показан на ІV фестивал на документалното кино в Солун през 2002 година.

## Галерия
- Гръцка кипърска двойка
- Турска кипърска двойка